# The Avalanche (альбом)
| Оценки критиков  | Оценки критиков |
| Источник         | Оценка          |
| ---------------- | --------------- |
| AbsolutePunk.net | 85%             |
| AllMusic         | [ 5 ]           |
| Robert Christgau | [ 6 ]           |
| Pitchfork        | 7.2/10          |
| PopMatters       | [ 8 ]           |
| Slant Magazine   | [ 9 ]           |
| Stylus Magazine  | B−              |

The Avalanche (на обложке стилизовано как The Avalanche: Outtakes and Extras from the Illinois Album!) — сборник американского автора-исполнителя и мультиинструменталиста Суфьяна Стивенса, изданный 11 июля 2006 года на студии Asthmatic Kitty, состоящий из ауттейков и других записей с сессий его альбома Illinois, выпущенного в предыдущем году. Заглавная песня «The Avalanche» также была бонус-треком на виниле Illinois и в iTunes.

## Об альбоме
Альбом получил в основном положительные отзывы критиков. Альбом занял 9-е место в рейтинге Almost Cool’s Best of 2006 и в рейтинге журнала Uncut лучших альбомов 2006 года.
Альбом дебютировал на номером 71-м месте в американском хит-параде Billboard Top 200, а через две недели выбыл из чарта.

## Список композиций
1. «The Avalanche» — 3:14
2. «Dear Mr. Supercomputer» — 4:20
3. «Adlai Stevenson» — 2:34
4. «The Vivian Girls Are Visited in the Night by Saint Dargarius and His Squadron of Benevolent Butterflies» — 1:49
5. «Chicago» (Acoustic Version) — 4:40
6. «The Henney Buggy Band» — 3:16
7. «Saul Bellow» — 2:53
8. «Carlyle Lake» — 3:15
9. «Springfield, or Bobby Got a Shadfly Caught in His Hair» — 4:17
10. «The Mistress Witch from McClure (or, The Mind That Knows Itself)» — 3:24
11. «Kaskaskia River» — 2:14
12. «Chicago» (Adult Contemporary Easy Listening Version) — 6:06
13. «Inaugural Pop Music for Jane Margaret Byrne» — 1:25
14. «No Man’s Land» — 4:45
15. «The Palm Sunday Tornado Hits Crystal Lake» — 1:38
16. «The Pick-Up» — 3:27
17. «The Perpetual Self, or „What Would Saul Alinsky Do?“» — 2:24
18. «For Clyde Tombaugh» — 3:43
19. «Chicago» (Multiple Personality Disorder Version) — 4:34
20. «Pittsfield» — 6:53
21. «The Undivided Self (for Eppie and Popo)» — 4:59

## Хит-парады
| Чарт (2006)                        | Высшая позиция |
| ---------------------------------- | -------------- |
| Австралия (ARIA)                   | 97             |
| Бельгия/Фландрия (Ultratop)        | 68             |
| Франция (SNEP)                     | 161            |
| Великобритания (UK Albums Chart)   | 84             |
| США (Billboard 200)                | 71             |
| США (Billboard Independent Albums) | 4              |